# Staurocladia kerguelensis
Staurocladia kerguelensis är en nässeldjursart som först beskrevs av John Dow Fisher Gilchrist 1918.  Staurocladia kerguelensis ingår i släktet Staurocladia och familjen Eleutheriidae. Inga underarter finns listade i Catalogue of Life.